# ʿAbd al-Ḥamīd
ʿAbd al-Ḥamīd (in arabo: عبد الحميد) è un nome proprio di persona arabo maschile.

## Varianti
- Altre traslitterazioni: Abdul-Hamid[1], Abdul Hamid[2], Abd el-Hamid

## Varianti in altre lingue
- Bosniaco: Abdulhamid
- Turco: Abdülhamit[1]

## Origine e diffusione
Nome molto usato nel mondo islamico, è composto dai termini arabi abd ("servitore", "servo"), al (un articolo) e Ḥamīd ("lodato"), quindi significa "servo del lodato"; al-Ḥamīd (ossia "il lodato") è uno dei 99 nomi di Allah.

## Persone

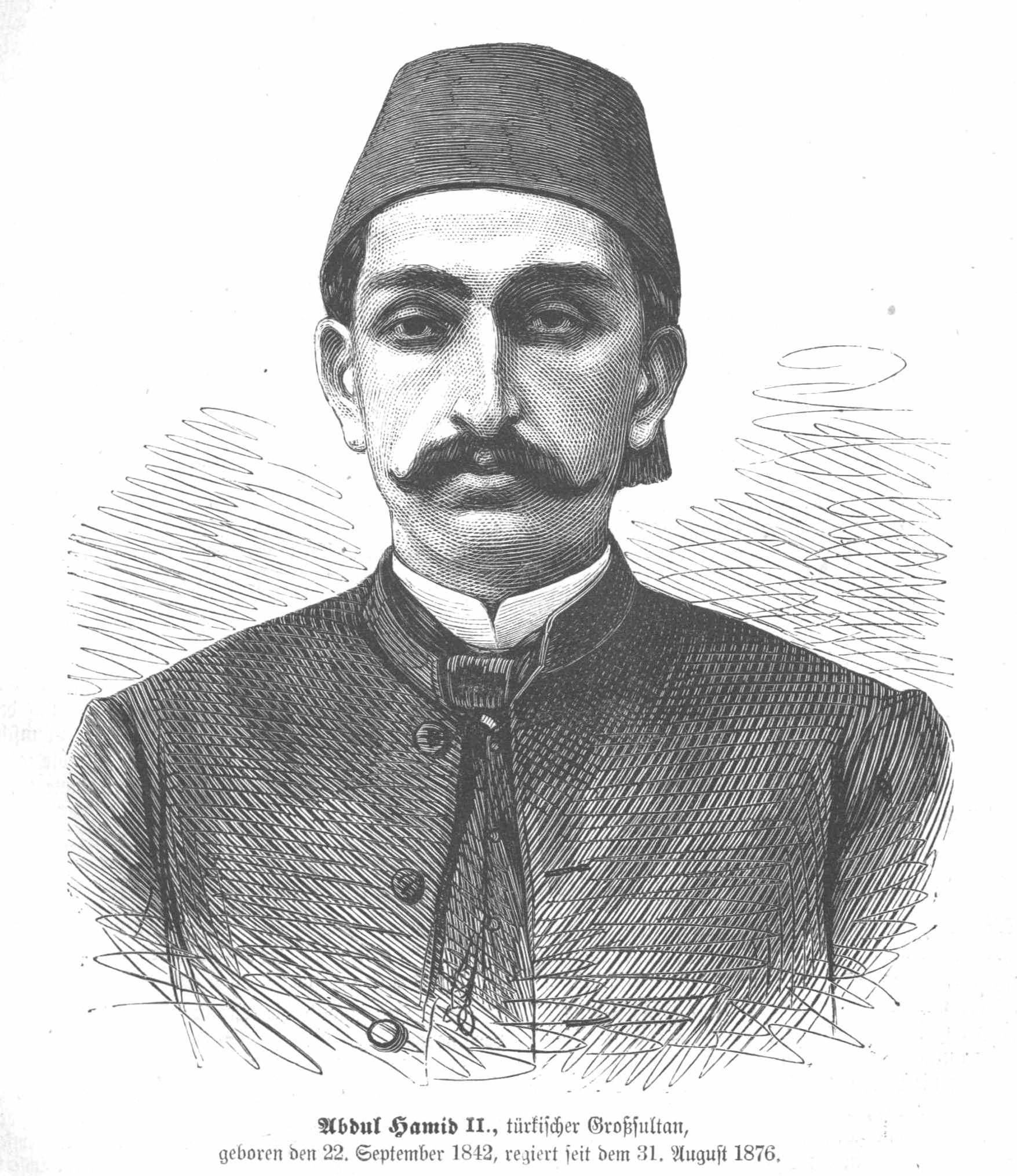
Abdul Hamid II

- Abd al-Hamid ibn Yahyà, letterato arabo

### Varianti
- Abdul Hamid I, sultano ottomano
- Abdul Hamid II, sultano ottomano
- Abdulhamid al-Bakkusch, politico libico
- Abdel-Hamid Bassiouny, calciatore egiziano
- Abdel Hamid Hassan, giocatore di calcio a 5 egiziano